# Olimpiatorony
Az Olimpiatorony München egyik nevezetessége, mely az Olimpia parkban található. 1968-ban nyílt meg. Teljes magassága 291 méter, tömege 52 500 tonna. 182 méter magasan egy 230 férőhelyes, forgó étterem található. Az étterem 53 perc alatt fordul körbe. Az épületben van egy szervizlift, melynek sebessége 4 m/s, és két 30 személyes lift a látogatóknak. A látogatók liftje 7 m/s sebességű, a 190 métert 30 mp alatt teszi meg. 2004-ig 35 millió látogatója volt. Tetején számos analóg és digitális rádió- és tévéadó antennája található.

## Rádióadók

### Analóg FM rádiók
- 89 MHz: Radio 2Day
- 92.4 MHz: Radio Horeb/Radio Lora/Radio Feierwerk/CRM
- 93.3 MHz: Energy München
- 95.5 MHz: Charivari
- 96.3 MHz: Gong 96.3
- 101.3 MHz: Antenne Bayern (moving to 107.5 MHz)
- 107.2 MHz: Klassik Radio Bayern